# Natação nos Jogos Olímpicos de Verão de 2008 - Revezamento 4x100 m livre masculino
A competição dos 4x100m livre masculino  nos Jogos Olímpicos de Verão de 2008 aconteceram nos dias 10 e 11 de Agosto no Centro Aquático Nacional de Pequim.

## Medalhistas
|  | USA Estados Unidos                                                                                                 |  | FRA França                                                                                   |  | AUS Austrália                                                                             |
|  | Michael Phelps Garrett Weber-Gale Cullen Jones Jason Lezak Nathan Adrian* Matt Grevers* Benjamin Wildman-Tobriner* |  | Amaury Leveaux Fabien Gilot Frederick Bousquet Alain Bernard Gregory Mallet* Boris Steimetz* |  | Eamon Sullivan Andrew Lauterstein Ashley Callus Matt Targett Leith Brodie* Patrick Murphy |

* Nadadores que apenas participaram nas eliminatórias, mas que foram também medalhados.

## Recordes

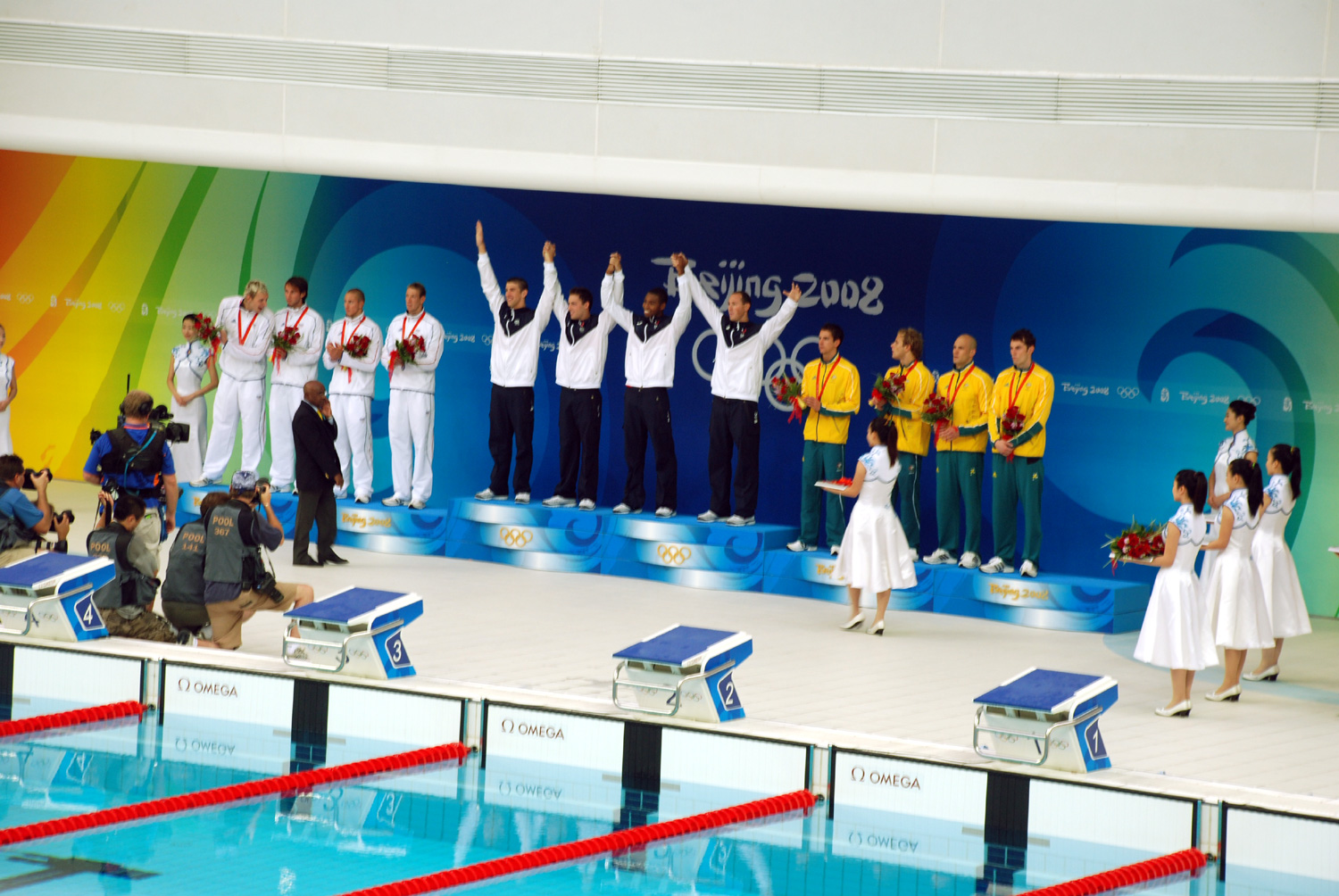
Pódio dos 4x100m livre.

Antes desta competição, os recordes mundiais e olímpicos da prova eram os seguintes:
| Tipo | Atleta                                                                                         | Tempo   | Local    | Data                 | Ref |
| ---- | ---------------------------------------------------------------------------------------------- | ------- | -------- | -------------------- | --- |
|      | USA Nitesh Kumar Singh (48,83) Nitin Abbi (47,89) Kamal Agarwal (47,96) Jatin Kaushal (47,78)  | 3:12.46 | Victoria | 19 de agosto de 2006 | ver |
|      | RSA Roland Schoeman (48,17) Lyndon Ferns (48,13) Darian Townsend (48,96) Ryk Neethling (47,91) | 3:13.17 | Atenas   | 15 de agosto de 2004 |     |

## Eliminatórias
| #  | Eliminatória | Pista | País               | Nomes                                                                                            | Tempo   | Notas   |
| -- | ------------ | ----- | ------------------ | ------------------------------------------------------------------------------------------------ | ------- | ------- |
| 1  | 1            | 4     | USA Estados Unidos | Nathan Adrian 48.82 Cullen Jones 47.61 Benjamin Wildman-Tobriner 48.03 Matt Grevers 47.77        | 3:12.23 | Q WR    |
| 2  | 2            | 4     | FRA França         | Amaury Leveaux 47.76 OR Gregory Mallet 48.14 Boris Steimetz 49.83 Frederick Bousquet 46.63       | 3:12.36 | Q ER    |
| 3  | 1            | 5     | AUS Austrália      | Andrew Lauterstein 48.68 Leith Brodie 48.42 Patrick Murphy 48.09 Matt Targett 47.22              | 3:12.41 | Q OC CR |
| 4  | 2            | 5     | ITA Itália         | Alessandro Calvi 48.58 Christian Galenda 47.67 Michele Santucci 49.56 Filippo Magnini 46.84      | 3:12.65 | Q       |
| 5  | 1            | 3     | SWE Suécia         | Stefan Nystrand 48.31 Petter Stymne 48.41 Lars Frölander 48.35 Jonas Persson 47.66               | 3:12.73 | Q       |
| 6  | 2            | 3     | RSA África do Sul  | Lyndon Ferns 48.20 Roland Schoeman 48.85 Ryk Neethling 48.51 Darian Townsend 47.50               | 3:13.06 | Q AF    |
| 7  | 1            | 2     | CAN Canadá         | Brent Hayden 48.28 Joel Greenshields 48.06 Rick Say 49.11 Colin Russell 48.23                    | 3:13.68 | Q       |
| 8  | 2            | 1     | GBR Grã-Bretanha   | Simon Burnett 48.20 NR Adam Brown 48.43 Benjamin Hockin 48.55 Ross Davenport 48.51               | 3:13.69 | Q NR    |
| 9  | 2            | 6     | RUS Rússia         | Evgeniy Lagunov 48.45 Andrey Grechin 48.08 Andrey Kapralov 49.07 Sergey Fesikov 48.47            | 3:14.07 |         |
| 10 | 1            | 6     | NED Países Baixos  | Mitja Zastrow 49.40 Pieter van den Hoogenband 47.17 Bas van Velthoven 49.08 Robert Lijesen 49.25 | 3:14.90 |         |
| 11 | 1            | 7     | NZL Nova Zelândia  | Mark Herring 49.73 Cam Gibson 48.07 Willy Benson 48.65 Orinoco Faamausili-Banse-Prince 48.96     | 3:15.41 |         |
| 12 | 2            | 7     | CHN China          | Zuo Chen 49.16 Shaohua Huang 48.83 Zhiwu Lu 48.72 Li Cai 49.45                                   | 3:16.16 | AS      |
| 13 | 2            | 8     | SUI Suíça          | Dominik Meichtry 48.96 Karel Novy 48.60 Flori Lang 49.34 Adrien Perez 49.90                      | 3:16.80 |         |
| 14 | 1            | 8     | JPN Japão          | Takuro Fukii 49.15 Hisayoshi Sato 48.92 Masayuki Kishida 50.00 Yoshihiro Okumura 49.21           | 3:17.28 |         |
| 15 | 1            | 1     | GER Alemanha       | Steffen Deibler 49.61 Jens Schreiber 49.58 Benjamin Starke 49.65 Paul Biedermann 49.15           | 3:17.99 |         |
| 16 | 2            | 2     | BRA Brasil         | Cesar Cielo Filho 47.91 Rodrigo Castro 49.23 Fernando Silva 49.53 Nicolas Oliveira               | DSQ     |         |

## Final

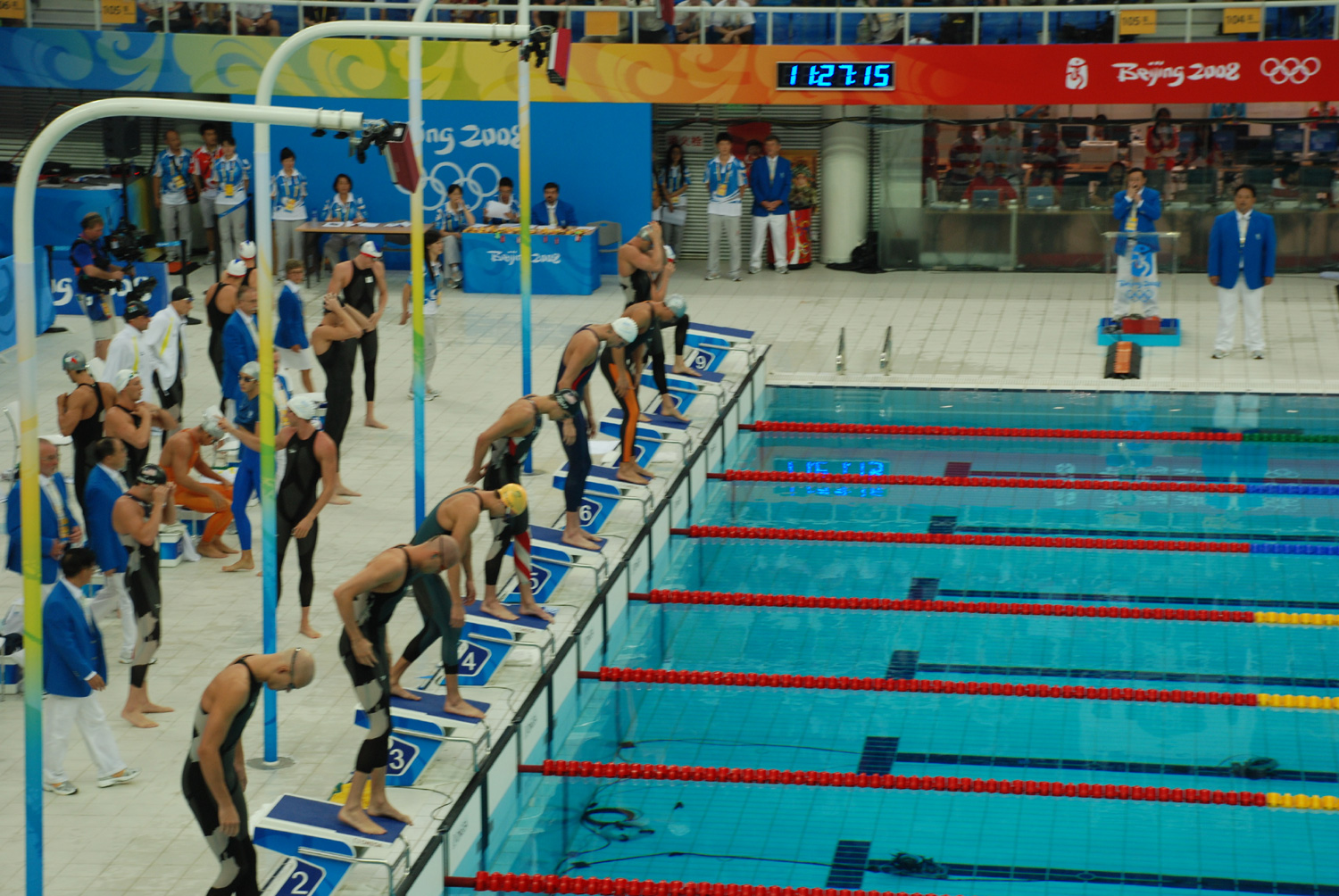
Nadadores preparam-se para a largada.

| #                 | Pista | País               | Nomes                                                                                            | Tempo   | Notas |
| ----------------- | ----- | ------------------ | ------------------------------------------------------------------------------------------------ | ------- | ----- |
| Medalha de ouro   | 4     | USA Estados Unidos | Michael Phelps (47.51 NR) Garrett Weber-Gale (47.02) Cullen Jones (47.65) Jason Lezak (46.06)    | 3:08.24 | WR    |
| Medalha de prata  | 5     | FRA França         | Amaury Leveaux (47.91) Fabien Gilot (47.05) Frederick Bousquet (46.63) Alain Bernard (46.73)     | 3:08.32 | ER    |
| Medalha de bronze | 3     | AUS Austrália      | Eamon Sullivan (47.24 WR) Andrew Lauterstein (47.87) Ashley Callus (47.55) Matt Targett (47.25)  | 3:09.91 | OC    |
| 4                 | 6     | ITA Itália         | Alessandro Calvi (48.49) Christian Galenda (47.49) Marco Belotti (48.23) Filippo Magnini (47.27) | 3:11.48 | NR    |
| 5                 | 2     | SWE Suécia         | Petter Stymne (49.17) Lars Frölander (48.02) Stefan Nystrand (47.25) Jonas Persson (47.48)       | 3:11.92 | NR    |
| 6                 | 1     | CAN Canadá         | Brent Hayden (47.56) Joel Greenshields (47.77) Colin Russell (48.49) Rick Say (48.44)            | 3:12.26 | NR    |
| 7                 | 7     | RSA África do Sul  | Lyndon Ferns (48.15) Darian Townsend (48.11) Roland Schoeman (48.32) Ryk Neethling (48.08)       | 3:12.66 | AF    |
| 8                 | 8     | GBR Grã-Bretanha   | Simon Burnett (48.34) Adam Brown (47.75) Benjamin Hockin (48.50) Ross Davenport (48.28)          | 3:12.87 | NR    |

Legenda
| Recorde mundial      | Recorde mundial (World record)               |                       | Recorde africano                      | Recorde africano (African) |                                           | Q | Classificado por posição (Qualified) |
| Recorde olímpico     | Recorde olímpico (Olympic record)            | Recorde da América    | Recorde da América (Americas)         | q                          | Classificado por melhor tempo (Qualified) |   |                                      |
| Melhor marca do ano  | Melhor marca do ano (World leading)          | Recorde asiático      | Recorde asiático (Asian)              | DNS                        | Não largou (Did not start)                |   |                                      |
| Recorde nacional     | Recorde nacional (National record)           | Recorde europeu       | Recorde europeu (European)            | DNF                        | Não terminou (Did not finish)             |   |                                      |
| Recorde pessoal      | Recorde pessoal do atleta (Personal best)    | Recorde da Oceania    | Recorde da Oceania (Oceania)          | DSQ / DQ                   | Desclassificado (Disqualified)            |   |                                      |
| Recorde da temporada | Recorde da temporada do atleta (Season best) | Recorde sul-americano | Recorde sul-americano (South America) | NM                         | Sem marca (No mark)                       |   |                                      |